# Епархия Факузы
Епархия Факузы (лат. Dioecesis Phacusiensis) — титулярная епархия Римско-Католической церкви.

## История
Античный город Факуза, идентифицируемый сегодня с археологическими раскопками «Es-Salihiyeh» в современном Египте, находился в римской провинции Августамника Диоцеза Египет. Город Факуза в первые века христианства был центром одноимённой епархии, которая входила в митрополию Пелузия Александрийского патриархата.
С 1885 года епархия Факузы является титулярной епархией Римско-Католической церкви.

## Греческие епископы
- епископ Моисей (упоминается в 325 году).

## Титулярные епископы
- епископ Карло Джузеппе Теста (20.03.1885 — 24.09.1887);
- епископ Каспар Генри Боргесс[англ.] (14.08.1888 — 3.05.1890);
- епископ Josephus Hubertus Drehmanns (12.06.1899 — 3.02.1900), назначен епископом Рурмонда;
- епископ Eugène-Marie-Joseph Allys M.E.P.[1] (30,01.1908 — 23.04.1936);
- епископ Фабиан Юй Юйвэнь (7.07.1936 — 6.03.1943);
- епископ Francisco Xavier Elias Pedro Paulo Rey T.O.R.(19.05.1945 — 20.01.1984).

## Источник
- Annuario Pontificio, Libreria Editrice Vaticana, Città del Vaticano, 2003, стр. 816, ISBN 88-209-7422-3
- Pius Bonifacius Gams, Series episcoporum Ecclesiae Catholicae, Leipzig 1931, стр. 461  (лат.)
- Michel Lequien, Oriens christianus in quatuor Patriarchatus digestus, Parigi 1740, Tomo II, coll. 545—546  (лат.)